# Goniobranchus albopunctatus
Goniobranchus albopunctatus Garrett, 1879 è un mollusco nudibranchio della famiglia Chromodorididae.

## Descrizione
Il colore del mantello varia molto dal rosso al giallo, ma vi è la costante presenza di punti bianchi, anelli dello stesso colore e del bordo di colore prima blu e poi giallo. La parte inferiore del mantello, del corpo e del piede sono gialli. Fino a oltre 3 centimetri di lunghezza.

## Distribuzione e habitat
Specie diffusa nel Oceano Indo-Pacifico.